# Гусар (опера)
Гусар (итал. Il corsaro), опера, melodramma tragico у три чина Ђузепеа Вердија

## Либрето
Франческо Марија Пјаве (Francesco Maria Piave) према поеми Гусар (The Corsair) лорда Бајрона (lord Byron).

## Праизведба
25. октобар 1848, Трст у Teatro Grande.

## Ликови и улоге
Корадо (Corrado), капетан гусара - тенор

Медора (Medora), његова драга - сопран

Сеид (Seid), Паша Корона - баритон

Гулнара (Gulnara), његова омиљена робиња - сопран

Селим (Selimo), Ага - тенор

Ђовани (Giovanni), гусар - тенор

Анселмо (Anselmo), гусар - нема улога

Црни евнух - тенор

Роб - тенор
гусари, стража, Турци, робови, одалиске, Медорине пратиље (хор)

## Место и време
Острво у Егејском мору и у граду Корону на Пелопонезу у раном XIX веку

## Познате музичке нумере
- Tutto parea sorridere (Све ми се руга) – Корадова арија (I чин)
- Non so le tetre immagini (Твоја слика ми у оку сја) – Медорина романца (I чин)